# Cristoforo Colombo (film 1949)
Cristoforo Colombo (Christopher Columbus) è un film del 1949 diretto da David MacDonald.